# Jérôme Saddier
Jérôme Saddier est un chef d'entreprise, figure de l'économie sociale et solidaire (ESS) en France. Il est président du Crédit coopératif et président de Coop FR, organisation fédérative des coopératives françaises.

## Études
Jérôme Saddier est né le 15 août 1970 à Nice. Il grandit à Villefranche-sur-Saône, ou il est scolarisé à l’école et au collège de Limas, puis au lycée Claude-Bernard. Il est élève de l’école de musique et joueur de basket.
Il est diplômé de l'Institut d'études politiques de Lyon en 1991, titulaire d’une licence d'histoire, d’une maîtrise en science politique à l'université Jean-Moulin-Lyon-III ainsi que d’un diplôme d'études approfondies en relations internationales de l’Université Panthéon-Sorbonne,. Il est auditeur du Cycle des hautes études de développement économique (CHEDE) en 2005,.
Lors de ses études, il est membre des Jeunes socialistes et syndiqué à l’Union nationale des étudiants de France (Unef).

## Carrière

### Administration publique
De 1992 à 1993, Jérôme Saddier est collaborateur parlementaire d'Alain Richard, député Parti socialiste (PS) du Val-d'Oise.
Il occupe plusieurs postes à responsabilité à la Communauté d'agglomération de Cergy-Pontoise de 1994 à 1999. Il est chargé de mission par ce dernier entre 1994 et 1995, puis directeur de l'éducation et de la formation jusqu'en 1997, puis directeur du cabinet du président de ce syndicat. Il est parallèlement rédacteur en chef de la revue Espace universitaire de 1992 à 1995. En 1996, il est lauréat du concours d'attaché territorial.
En 2000, sous le Gouvernement Jospin, il est chargé de mission affaires réservées auprès du ministre de la Défense Alain Richard. Puis, d'octobre 2000 à 2002, il travaille comme conseiller technique chargé des relations avec le Parlement auprès d’Élisabeth Guigou, garde des Sceaux, ministre de la Justice puis ministre de l'Emploi et de la Solidarité.
De 2002 à 2003, il est conseiller spécialisé dans les questions de travail et de santé de la représentation permanente de la France auprès à l'Organisation des Nations unies à Genève,.

### Économie sociale et solidaire
Jérôme Saddier est directeur de cabinet du président de la Mutualité fonction publique (MFP) de 2003 à 2005.
Il est d'avril 2005 à mars 2009 directeur général de La Mutuelle des étudiants.
Il est consultant au sein du cabinet de conseil Kadris Consultants dans le domaine de la santé et de la prévoyance, de 2009 à 2010.
Entre février 2010 et mai 2012, Jérôme Saddier est directeur général délégué de la Mutuelle nationale territoriale (MNT).
De 2012 à 2014, il est conseiller spécial et chef de cabinet de Benoît Hamon,, ministre de l’Économie sociale et solidaire et de la consommation, contribuant à l'élaboration de la loi relative à l'économie sociale et solidaire promulgué le 31 juillet 2014.
En janvier 2014, il devient directeur général de la MNT jusqu'en mars 2018. D'octobre 2017 à fin mars 2019, il est directeur de la stratégie et des affaires publiques de santé mutualiste français du Groupe VYV
À partir de 2016, il est président de l’Agence de valorisation des initiatives socio-économiques (Avise), et administrateur de plusieurs entreprises et organisations dont Smacl assurances, et du Centre international de recherches et d'information sur l'économie publique, sociale et coopérative (CIRIEC France), branche nationale du CIRIEC-International. L’organisation, basée en Belgique et créée en 1947 par l’économiste français Edgard Milhaud, étudie l'action publique dans les domaines économiques (services publics, entreprises publiques et mixtes, économie sociale et solidaire, coopératives...).
De janvier 2019 à juin 2024, Jérôme Saddier préside la Chambre française de l'économie sociale et solidaire, qui devient en 2020 ESS France, l'organisation nationale représentative des acteurs de l'ESS,. À ce titre, il est vice-président de Social Economy Europe. Lors du deuxième congrès d’ESS France, les 12 et 13 juin 2024, Benoit Hamon, ancien ministre et candidat à l’élection présidentielle de 2017 en France lui succède à la tête de l’organisation,.

#### Crédit Coopératif
Jérôme Saddier est administrateur, représentant de la MNT, au Crédit Coopératif depuis mai 2015. Il rejoint la banque coopérative en juin 2018, en tant que vice-président délégué, et vice-président de la Fondation d'entreprise Crédit coopératif.
En janvier 2021, il devient président du Crédit coopératif. Il est membre du conseil de surveillance d’Ecofi, filiale de gestion investissement socialement responsable du Crédit coopératif et président du conseil de surveillance d'ESFIN gestion, société de gestion de capital-investissement des entreprises de l'ESS. Il est à ce titre administrateur de France Active, vice-président du conseil de surveillance de la TISE, administrateur d'ESS Forum International et administrateur de Coop FR.
En mai 2024, il représente le Crédit coopératif au conseil de surveillance du groupe BPCE.

## Prise de position
Jérôme Saddier se définit comme un « réformiste radical ». Il est favorable à la limitation du cumul des mandats, y compris dans le temps.
Il considère l'économie sociale et solidaire comme une norme économique souhaitable. En ce sens, il appelle les candidats à l'élection présidentielle de 2022 à se saisir de leur « mode de gestion non lucratif et démocratique comme base de transformation pour le prochain quinquennat »,,.
Il reproche à la loi relative à la croissance et la transformation des entreprises (loi Pacte) d'être une occasion manquée pour repenser profondément le rôle et le fonctionnement de l'entreprise dans notre société,.
En juin 2024, lors des élections législatives en France, il déclare que les valeurs de l’ESS sont incompatibles avec celles du Rassemblement national,, qu'il considère comme « étrangers aux principes républicains ».

## Politique
Engagé au Parti socialiste depuis 1989, Jérôme Saddier est responsable du Parti socialiste (PS) à Villefranche-sur-Saône depuis 2004. Il est considéré comme un proche de Benoît Hamon, dont il partage le courant des jeunes rocardiens.

### Élections législatives de 2007
Il est le candidat représentant le PS aux élections législatives de 2007 sur la neuvième circonscription du Rhône. Sa candidature est soutenue par le Parti radical de gauche et le Mouvement républicain et citoyen. Il est battu par le député UMP sortant Bernard Perrut.
| Année | Parti | Parti | Circonscription             | Premier tour | Premier tour | Premier tour | Second tour | Second tour | Second tour | Issue   |
| Année | Parti | Parti | Circonscription             | Voix         | %            | Rang         | Voix        | %           | Rang        | Issue   |
| ----- | ----- | ----- | --------------------------- | ------------ | ------------ | ------------ | ----------- | ----------- | ----------- | ------- |
| 2007  |       | PS    | 9° circonscription du Rhône | 7 735        | 16,66        | 2ème         |             |             |             | non élu |

### Élections municipales de 2008
Il présente sa candidature au nom du PS lors des élections municipales à Villefranche-sur-Saône de 2008. Il est battu par le député UMP sortant Bernard Perrut dans une triangulaire, avec un écart de 200 voix entre chacun,.
En 2012, il annonce ne pas vouloir être candidat lors des élections municipales de 2012.
En 2023, Jérôme Saddier est co-animateur du groupe d'experts du PS, aux côtés de Chloé Ridel,.

### Candidat au poste de Premier ministre
Le 23 juillet 2024, à la suite des élections législatives, Jérôme Saddier est proposé par le Premier secrétaire du Parti socialiste (PS) Olivier Faure au poste de Premier ministre au côté de Lucie Castets aux alliés du Nouveau Front populaire (NFP),,. Le nom de Lucie Castets est retenu par l’ensemble des alliés du NFP.

## Publications
En 2022, Jérôme Saddier publie Pour une économie de la réconciliation, où il plaide pour l'ESS comme norme souhaitable pour l'économie, présentant ce modèle comme un levier essentiel de transformation sociale et écologique (Les Petits matins),.

## Vie personnelle
Jérôme Saddier a trois enfants, un premier fils né en 2001, une fille née en 2005 et un second fils né en 2019.

## Décoration
- Chevalier de l'ordre national du Mérite (nomination le 15 mai 2025)[55].